# Problem der vorgegebenen Ricci-Krümmung
Das Problem der vorgegebenen Ricci-Krümmung ist im mathematischen Teilgebiet der Riemannschen Geometrie das Problem, ob zu einer glatten Mannigfaltigkeit und einem symmetrischen Tensor zweiten Ranges auf dieser eine Riemannsche Metrik existiert, deren Ricci-Tensor genau dieser Tensor ist.